# میدویژکی
میدویژکی (به لاتین: Miedwieżyki) یک روستا در لهستان است که در گمینا میلیچتسه واقع شده‌است.